# Arondismentul Le Puy-en-Velay
Arondismentul Le Puy-en-Velay (în franceză Arrondissement du Puy-en-Velay) este un arondisment din departamentul Haute-Loire, regiunea Auvergne, Franța.

## Subdiviziuni

### Cantoane
- Cantonul Allègre
- Cantonul Cayres
- Cantonul Craponne-sur-Arzon
- Cantonul Fay-sur-Lignon
- Cantonul Loudes
- Cantonul Le Monastier-sur-Gazeille
- Cantonul Pradelles
- Cantonul Le Puy-en-Velay-Est
- Cantonul Le Puy-en-Velay-Nord
- Cantonul Le Puy-en-Velay-Ouest
- Cantonul Le Puy-en-Velay-Sud-Est
- Cantonul Le Puy-en-Velay-Sud-Ouest
- Cantonul Saint-Julien-Chapteuil
- Cantonul Saint-Paulien
- Cantonul Solignac-sur-Loire
- Cantonul Vorey

### Comune
| Aiguilhe (43002)               | Alleyrac (43004)                  | Allègre (43003)                       | Arlempdes (43008)                       |
| Arsac-en-Velay (43010)         | Bains (43018)                     | Barges (43019)                        | Beaulieu (43021)                        |
| Beaune-sur-Arzon (43023)       | Bellevue-la-Montagne (43026)      | Blanzac (43030)                       | Blavozy (43032)                         |
| Borne (43036)                  | Le Bouchet-Saint-Nicolas (43037)  | Le Brignon (43039)                    | Brives-Charensac (43041)                |
| Cayres (43042)                 | Ceyssac (43045)                   | Chadrac (43046)                       | Chadron (43047)                         |
| Chamalières-sur-Loire (43049)  | Champclause (43053)               | La Chapelle-Bertin (43057)            | Chaspinhac (43061)                      |
| Chaspuzac (43062)              | Chaudeyrolles (43066)             | Chomelix (43071)                      | Costaros (43077)                        |
| Coubon (43078)                 | Craponne-sur-Arzon (43080)        | Cussac-sur-Loire (43084)              | Céaux-d'Allègre (43043)                 |
| Espaly-Saint-Marcel (43089)    | Les Estables (43091)              | Fay-sur-Lignon (43092)                | Fix-Saint-Geneys (43095)                |
| Freycenet-la-Cuche (43097)     | Freycenet-la-Tour (43098)         | Goudet (43101)                        | Jullianges (43108)                      |
| Lafarre (43109)                | Landos (43111)                    | Lantriac (43113)                      | Laussonne (43115)                       |
| Lavoûte-sur-Loire (43119)      | Lissac (43122)                    | Loudes (43124)                        | Malrevers (43126)                       |
| Monistrol-d'Allier (43136)     | Monlet (43138)                    | Montusclat (43143)                    | Moudeyres (43144)                       |
| Mézères (43134)                | Le Monastier-sur-Gazeille (43135) | Le Monteil (43140)                    | Ouides (43145)                          |
| Le Pertuis (43150)             | Polignac (43152)                  | Pradelles (43154)                     | Présailles (43156)                      |
| Le Puy-en-Velay (43157)        | Queyrières (43158)                | Rauret (43160)                        | Roche-en-Régnier (43164)                |
| Rosières (43165)               | Saint-Arcons-de-Barges (43168)    | Saint-Christophe-sur-Dolaison (43174) | Saint-Didier-d'Allier (43176)           |
| Saint-Étienne-du-Vigan (43180) | Saint-Étienne-Lardeyrol (43181)   | Saint-Front (43186)                   | Saint-Geneys-près-Saint-Paulien (43187) |
| Saint-Georges-Lagricol (43189) | Saint-Germain-Laprade (43190)     | Saint-Haon (43192)                    | Saint-Hostien (43194)                   |
| Saint-Jean-Lachalm (43198)     | Saint-Jean-d'Aubrigoux (43196)    | Saint-Jean-de-Nay (43197)             | Saint-Julien-Chapteuil (43200)          |
| Saint-Julien-d'Ance (43201)    | Saint-Martin-de-Fugères (43210)   | Saint-Paul-de-Tartas (43215)          | Saint-Paulien (43216)                   |
| Saint-Pierre-Eynac (43218)     | Saint-Pierre-du-Champ (43217)     | Saint-Privat-d'Allier (43221)         | Saint-Victor-sur-Arlanc (43228)         |
| Saint-Vidal (43229)            | Saint-Vincent (43230)             | Salettes (43231)                      | Sanssac-l'Église (43233)                |
| Solignac-sur-Loire (43241)     | Séneujols (43238)                 | Vals-près-le-Puy (43251)              | Varennes-Saint-Honorat (43252)          |
| Les Vastres (43253)            | Vazeilles-Limandre (43254)        | Vergezac (43257)                      | Vernassal (43259)                       |
| Le Vernet (43260)              | Vielprat (43263)                  | Vorey (43267)                         |                                         |